# Ielena Prokofieva (tennis de table)
Pour les articles homonymes, voir Ielena Prokofieva et Prokofiev (homonymie).
Ielena Nikolaïevna Prokofieva (en russe : Елена Николаевна Прокофьева), née le 13 mars 1971 à Douchanbé (RSS du Tadjikistan), est une pongiste handisport russe concourant en classe 11 pour les athlètes ayant un handicap mental. Après le titre mondial en individuel en 2017, elle décroche le titre paralympique dans la même épreuve en 2021.

## Carrière
Ielena Prokofieva fait ses débuts paralympiques aux Jeux de 2020 où elle remporte le titre paralympique en classe 11, battant la Française Léa Ferney 3 sets à 1 en finale. Elle est également double championne du monde (2017, 2018) et triple championne d'Europe.

## Palmarès

### Jeux paralympiques
- médaille d'or en individuel classe 11 aux Jeux paralympiques d'été de 2020 à Tokyo